# Rica Matsumoto
Rica Matsumoto (jap. 松本 梨香 Matsumoto Rika; ur. 30 listopada 1968) – japońska seiyū i piosenkarka popowa pochodząca z Jokohamy. Znana jest głównie z dubbingowania głosu syrenki Rikki (granej przez Caribę Heine) w japońskiej wersji serialu H2O – wystarczy kropla oraz rybki Florka w  Małej syrence, a także córki Jetsonów – Judy Jetson w filmie Jetsonowie: Na orbitującej asteroidzie. Dubbingowała głosy takich aktorek jak: Patricia Arquette, Drew Barrymore, Sandra Bullock, Renée Zellweger, Reese Witherspoon oraz Juliette Lewis. W anime występowała między innymi w roli Asha Ketchuma (jap. Satoshi) w seriach Pokémon.

## Role w anime
- Dommel – Blacky, 1988
- Ranma ½ (odc. 11), 1989
- Tekkaman Blade – Rick, 1992
- Calimero – Pankuratcho, 1992
- Kidō Senshi Victory Gundam – Warren Trace, 1993
- Superświnka – Heather Hogwash (Keiko Kuroha) / Buta Session / Buta Session G, 1994
- Maluda – Midori „Jidama” Kodama; mama Yoko, 1995
- Zorro – Bernardo (Mały Zorro), 1996
- Trigun – Kaite, 1998
- Namiko Isobe w:
  - If I See You in My Dreams, 1998
  - If I See You in My Dreams (OVA)
- Łowca dusz – Raishinshi, 1999
- Vandread – Fanita (odc. 9), 2000
- Dragon Drive – Mukai
- Fake (OVA) – Bikky
- Yu-Gi-Oh! – Bakura Ryou
- Dirty Pair Flash (OVA) – Kei
- Dokkiri Doctor – Tomoko Asaoka
- Final Fantasy: Legend of the Crystals (OVA) – Prettz
- Idol Fighter Su-Chi-Pai (OVA) – Lemonpai
- Jūgo Shōnen Hyōryūki Kaizokujima DE! Daibōken – Dorian
- Pygmalio – Leon
- Satoshi (Ash Ketchum) w seriach Pokémon:
  - Pikachu and Pichu
  - Pikachu's Rescue Adventure
  - Pikachu's Summer Vacation
  - Pocket Monster XY: Hakai no Mayu
  - Pocket Monsters XY (TV)
  - Pocket Monsters: Diamond & Pearl
  - Pocket Monsters: Pikachu no Fuyuyasumi (OVA)
  - Pocket Monsters: Pikachu no Fuyuyasumi 2000 (OVA)
  - Pokémon
  - Pokémon 2: Uwierz w swoją siłę
  - Pokémon 3: Zaklęcie Unown
  - Pokémon 4: Głos lasu
  - Pokémon Advance
  - Pokémon Chronicles
  - Pokémon 5: Bohaterowie
  - Pokémon Ranger and the Temple of the Sea
  - Pokémon Sunday (live-action TV)
  - Pokémon: Czerń–Victini i Reshiram
  - Pokémon: Genesect i objawiona legenda
  - Pokémon: Kyurem kontra Miecz Sprawiedliwości
  - Pokémon: Biel – Victini i Zekrom
  - Pokémon: Zoroark, mistrz iluzji
  - Pokémon: Arceus i Klejnot Życia
  - Pokémon: Black and White
  - Pokémon: Black and White: Rival Destinies
  - Pokémon: Cel Deoxys
  - Pokémon: Giratina i Strażnik Nieba
  - Pokémon: Jirachi – Spełnione marzenia
  - Pokémon: Lucario and the Mystery of Mew
  - Pokémon: Powrót Mewtwo
  - Pokémon: Film pierwszy
  - Pokémon: The Mastermind of Mirage Pokémon
  - Pokémon: The Rise of Darkrai
- Chi’s Sweet Home tygrys, 2008
- My Dear Marie (OVA) as Hibiki
- Naruto – Suzumebachi Kamizuru
- Neuro - Supernatural Detective – Ayumi Kaku
- New Cutey Honey (OVA) – Chokkei Hayami
- Ninja Scroll – Nekobe
- Ninku – Fusuke Ninku
- Outlaw Star – James „Jim” Hawking
- Sgt. Frog – Yamato (odc. 173)
- Shamanic Princess (OVA) – Graham; Japolo
- Shinesman (OVA) – Youta Matsumoto
- Sol Bianca: The Legacy (OVA) – April
- Soreike! Anpanman – Rakugaki Kozou
- Soreike! Anpanman: Lyrical Magical Mahō no Gakkō – Ririka
- Soul Hunter – Raishinshi
- Wasimo – Wasimo
- Weather Report Girl (OVA) – Keiko Nakadai
- Wrestler Gundan Seisenshi Robin Jr. – Tsuyoshi D
- X (film) – Nataku
- Yoshimoto Muchikko Monogatari – Hanakamakirimomoko
- Futaba Aoi w:
  - You’re Under Arrest
  - You’re Under Arrest Second Season
  - You’re Under Arrest Specials
  - You’re Under Arrest: Full Throttle
  - You’re Under Arrest: No Mercy! (OVA)
  - You’re Under Arrest: The Movie
- Yu Yu Hakusho: Ghost Files – Kiyoshi Mitarai/Seaman
- Yu Yu Hakusho: The Movie – Koashura
- Yu-Gi-Oh! (2000) – Bakura (Thief); Ryou Bakura (drugi); Yami no Bakura

### Japońskie role dubbingowe

#### Seriale i filmy animowane
- Angela Anakonda – Angela Anakonda
- Mała syrenka – Florek
- Jetsonowie: Na orbitującej asteroidzie – Judy Jetson
- Byle do przerwy – Irwin Lawson
- Zestresowany Eryk – Liz Feeble
- Super Robot Monkey Team Hyperforce Go! – Chiro
- Lis i Pies 2 – Dixie
- Zagroda według Otisa – krowa Bessy
- Danny Phantom – Pragnienie
- Chaotic – Intress
- H2O – wystarczy kropla – Rikki Chadwick

#### live action
- Patricia Arquette
  - Prawdziwy romans (Alabama Whitman)
  - Holy Matrimony (Havana)
  - Igraszki z losem (Nancy Coplin)
  - Nightwatch (Katherine)
  - Ciemna strona miasta (Mary Burke)
  - Mały Nicky (Valerie Veran)
  - Human Nature (Lila Jute)
  - Kto pod kim dołki kopie... (Katherine „Kissin' Kate” Barlow)
  - Medium (Allison Dubois)
- Drew Barrymore
  - Wystrzałowe dziewczyny (Lily Laronette)
  - Długo i szczęśliwie (Danielle De Barbarac)
  - Never Been Kissed (Josie Geller)
  - Aniołki Charliego (Dylan Sanders)
  - Chłopaki mojego życia (Beverly Ann „Bev” Donofrio)
  - Aniołki Charliego: Zawrotna szybkość (Dylan Sanders)
  - 50 pierwszych randek (Lucy Whitmore)
  - Miłosna zagrywka (Lindsey Meeks)
- Renée Zellweger
  - A Price Above Rubies (Sonia Horowitz)
  - The Bachelor (Anne Arden)
  - Dziennik Bridget Jones (Bridget Jones)
  - Chicago (Roxanne „Roxie” Hart)
  - Bridget Jones: W pogoni za rozumem (Bridget Jones)
  - Człowiek ringu (Mae Braddock)
  - Miłosne gierki (Lexie Littleton)
- Sandra Bullock
  - Człowiek demolka (Lieutenant Lenina Huxley)
  - Speed: Niebezpieczna prędkość (Annie Porter)
  - System (Angela Bennett)
  - Miss Agent (Gracie Hart)
  - Miasto gniewu (Jean Cabot)
  - Miss Agent 2: Uzbrojona i urocza (Gracie Hart))
- Reese Witherspoon
  - Miasteczko Pleasantville (Jennifer)
  - Mały Nicky (Holly)
  - Legalna blondynka (Elle Woods)
  - Dziewczyna z Alabamy (Melanie „Carmichael” Smooter Perry)
  - Legalna blondynka 2 (Elle Woods)
  - A więc wojna (Lauren Scott)
- Juliette Lewis
  - Przylądek strachu (Danielle Bowden)
  - Przetrwać w Nowym Jorku (Diane Moody)
  - Od zmierzchu do świtu (Kate Fuller)
  - Desperaci (Robin)
- Wszystkie właściwe posunięcia (1991 NTV edition (Lisa Lietzke (Lea Thompson)))
- Drakula (film 1992) (Mina Harker (Winona Ryder))
- Ojciec panny młodej (Annie Banks (Kimberly Williams-Paisley))
- Ojciec panny młodej II (Annie Banks-Mackenzie (Kimberly Williams-Paisley))
- Selena (Selena (Jennifer Lopez))
- Ted (Norah Jones)
- Terminator (Sarah Connor (Linda Hamilton)))

### Tokusatsu
- Kōsoku Sentai Turboranger (Tincry Boma, Amulet Boma)
- Chikyū Sentai Fiveman (Arthur G6)
- Chōjin Sentai Jetman (Gomi Jigen)
- Kyōryū Sentai Zyuranger (Dora Reiger)
- Engine Sentai Go-onger (Bōseki Banki)
- Unofficial Sentai Akibaranger (Masako „Miyabi” Yamada)

## Piosenki
- „Get a Dream” (Opening – Sunrise Eiyuutan/Sunrise Eiyuutan)
- „Alive A life” (Opening – Kamen Rider Ryuki, Remix tracks of Rider Chips' Song Attack Ride Vol.1)
- „Mezase Pokémon Master” (Pokémon – Opening)
- „Pocket ni Fantasy” (Pokémon – Ending), śpiew z Mayumi Iizuka
- „Rivals!” (Pokémon – Opening)
- „Minna ga Itakara” (Pokémon 2: Uwierz w swoją siłę)
- „OK!” (Opening – Pokémon)
- „OK! 2000” (Opening – Pokémon 3: Zaklęcie Unown)
- „Mezase Pokémon Master 2001” (Opening – Pokémon 4: Głos lasu)
- „Mezase Pokémon Master 2002” (Opening – Pokémon 5: Bohaterowie)
- „Challenger!” (Opening – Pokémon: Advanced Generation)
- „SPURT!” (Opening – Pokémon: Advanced Generation)
- „High Touch!” (Opening – Pokémon Diamond and Pearl, śpiew z Megumi Toyoguchi)
- „Burning Soul” (Hyuga Kojiro image song – Captain Tsubasa: Road to 2002 Song Of Kickers CD)
- „Chiisana Dai Bouken” (Opening – Chi’s Sweet Home: Chi’s New Address)
- „High Touch! 2009” (Opening – Pokémon: Arceus i Klejnot Życia)
- „Best Wishes!” (Opening – Pokémon: Best Wishes!)
- „In Your Heart” (z Ultraman Neos), śpiew z Project DMM
- „Yajirushi ni Natte!” (Opening – Pokémon: Best Wishes! Season 2)
- „Yajirushi ni Natte! 2013” (Opening – Pokémon: Best Wishes! Season 2 Episode N)
- „XY&Z” (Opening – Pokémon XY&Z)